# Choi Tae-min
Choi Tae-min (5 de maio de 1912 - 1 de maio de 1994) foi o líder de um culto sul-coreano combinando elementos do budismo, cristianismo e xamanismo coreano tradicional. Choi, originalmente um monge budista, então convertido a pastor presbiteriano, casou-se seis vezes. Ele foi o mentor da presidente sul-coreana impedida, Park Geun-hye (filha do ex-presidente Park Chung-hee), até sua morte em 1994. Ele supostamente usou seu relacionamento com Park para solicitar subornos de funcionários do governo e empresários. No final de 2016, um escândalo envolvendo sua filha, Choi Soon-sil, estourou, com alegações de que ela também exerceu influência indevida sobre a Presidente Park.

## História
Choi Tae-min estabeleceu um grupo religioso chamado Yongsae-gyo (영세 교), ou "Igreja do mundo espiritual", e se declarou Maitreya, ou um "Buda do Futuro". Ele se tornou amigo de Park Geun-hye logo depois da mãe dela, Yuk Young-soo, ter sido assassinada em 1974. De acordo com um relatório da Agência Central de Inteligência Coreana da década de 1970 publicado por uma revista de notícias sul-coreana em 2007, Choi inicialmente abordou Park Geun-hye dizendo a ela que sua mãe tinha aparecido para ele em seus sonhos, pedindo-lhe para ajudar sua filha.
Choi era um associado do ex-presidente Presidente Park Chung-hee até a morte deste último por assassinato em 1979. Kim Jae-gyu, o diretor da KCIA que assassinou o Presidente Park Chung-hee, disse a um tribunal que um de seus motivos foi o que ele chamou o fracasso do presidente em impedir as atividades corruptas de Choi Tae-min e mantê-lo longe de sua filha.
Também em 2007, em um caso diplomático tornado público através do WikiLeaks, a Embaixada Americana em Seul relatou rumores de que o Sr. Choi, um 'Rasputin coreano', “tinha controle total sobre o corpo e a alma de Park durante seus anos de formação e que seus filhos acumularam uma enorme riqueza como resultado”.